# Tillsammans (album av Samuelsons)
Tillsammans utkom 1973 och är ett musikalbum av den kristna gruppen Samuelsons. Albumet innehåller äldre och nyare andliga sånger. 

## Låtlista

### Sida 1
1. Han glädje mig ger (2:05)
2. I Believe in Jesus (3:05)
3. Fyrbåken (3:20)
4. The Old Gospel Ship (3:05)
5. Kung Jesus (2:35)

### Sida 2
1. Det bästa som mej hänt (2:35)
2. Why Me (3:50)
3. Det finns en vän (3:35)
4. Take My Hand (2:55)
5. Om Gud ej finns (3:45)